# Arthrosaura
Arthrosaura es un género de lagartos de la familia Gymnophthalmidae. Incluye a nueve especies que se distribuyen por la región norte de Sudamérica. 

## Especies
Se reconocen a las siguientes especies:
- Arthrosaura guianensis Macculloch & Lathrop, 2001
- Arthrosaura hoogmoedi Kok, 2008
- Arthrosaura kockii (Lidth De Jeude, 1904)
- Arthrosaura montigena Myers & Donnelly, 2008
- Arthrosaura reticulata (O’Shaughnessy, 1881)
- Arthrosaura synaptolepis Donnelly, McDiarmid & Myers, 1992
- Arthrosaura testigensis Gorzula & Senaris, 1999
- Arthrosaura tyleri (Burt & Burt, 1931)
- Arthrosaura versteegii Lidth De Jeude, 1904